# Germantown Hills
Germantown Hills is een plaats (village) in de Amerikaanse staat Illinois.

## Demografie
Bij de volkstelling in 2000 werd het aantal inwoners vastgesteld op 2111.

## Geografie
Volgens het United States Census Bureau beslaat de plaats een oppervlakte van 3,4 km², waarvan 3,3 km² land en 0,1 km² water.

## Plaatsen in de nabije omgeving
De onderstaande figuur toont nabijgelegen plaatsen in een straal van 16 km rond Germantown Hills.